# Dokumentacja budowy
Dokumentacja budowy – należy przez to rozumieć pozwolenie na budowę wraz z załączonym projektem budowlanym, dziennik budowy, protokoły odbiorów częściowych i końcowych, w miarę potrzeby, rysunki i opisy służące realizacji obiektu, operaty geodezyjne i książkę obmiarów, a przed 27 stycznia 2023 r. w przypadku realizacji obiektów metodą montażu – także dziennik montażu.
Niszczenie dokumentacji budowy podlega karze grzywny. Po wybudowaniu obiektu budowlanego dokumentacja budowy wraz z książką obiektu budowlanego staje się dokumentacją obiektu, którą należy przechowywać do końca jego istnienia.
Inwestor, oddając do użytkowania obiekt budowlany, przekazuje właścicielowi lub zarządcy obiektu dokumentację budowy i dokumentację powykonawczą. Przekazaniu podlegają również inne dokumenty i decyzje dotyczące obiektu, a także, w razie potrzeby, instrukcje obsługi i eksploatacji: obiektu, instalacji i urządzeń związanych z tym obiektem.